# مقاطعة مسينة
مقاطعة مسينة (بالإيطالية: Provincia di Messina)‏، مقاطعة في شمال شرق جزيرة صقلية الإيطالية، عدد سكانها 657.785 نسمة (13% من مجموع سكان صقلية)، ومساحتها 3247 كيلومتر مربع (12.6% من مساحة الجزيرة) وبها 108 من المدن والبلدات والقرى، عاصمتها مدينة مسينة.
مقاطعة مسينة واقعة إلى أقصى شمال شرق الجزيرة وتطل شمالا على البحر التيراني وغربا على مضيق مسينة الذي يفصلها عن القارة، يحدها غربا مقاطعة باليرمو، جنوبا مقاطعة إنا ومقاطعة كاتانيا.
المقاطعة تشمل الجزر الإيولية كلها جزء من بلدية ليباري (باستثناء جزيرة سالينا). أرض المقاطعة في معظمها جبلية، باستثناء السهول الفيضية عند مصاب الأنهار المختلفة. أكبر سهل هو انه في المنطقة الواقعة بين ميلاتسو وبرشلونة بوتسو دي غوتو، والتي تشكل مع مسينا منطقة حضرية ذات حوالي 500,000 نسمة كواحدة من أكبر المناطق في جنوب إيطاليا. جزء كبير من السكان متمركزين في المنطقة الساحلية، بعد أن هجرت القرى الجبلية إلى حد كبير في القرن التاسع عشر.

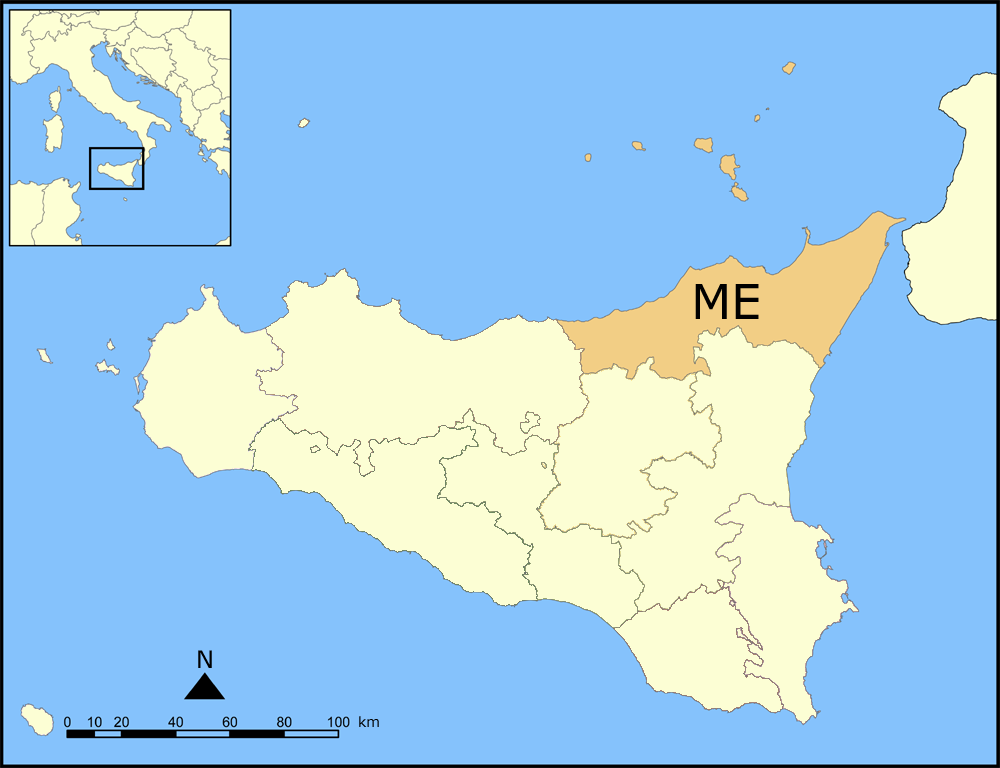
مقاطعة مسينة

المرتفعات الجبلية الرئيسية : بيلوريتاني (1300 متر) ونيبرودي (تصل إلى 1900 متر) والتي تشمل محمية طبيعية إقليمية.
انهار المقاطعة تشمل نهر القنطرة Alcantara، ونهر بولينا، الذي يشكل الحدود الغربية مع مقاطعة باليرمو.

## أهم المدن
- Messina مسينة - 247.592 نسمة.
- Barcellona Pozzo di Gotto برشلونة بوتسو دي غوتو - 41.203 نسمة.
- Milazzo ميلاتسو - 32.550 نسمة.